# Virginia Slims Championships 1974
Virginia Slims Championships 1974 - третій завершальний турнір сезону Чемпіонат Туру WTA, щорічний тенісний турнір серед найкращих гравчинь в рамках Virginia Slims circuit 1974. Відбувся в Лос-Анджелесі (США) і тривав з 14 до 19 жовтня 1974 року. На турнір кваліфікувалось 16 найкращих учасниць в одиночному розряді й чотири пари. Третя сіяна Івонн Гулагонг здобула титул в одиночному розряді й отримала 32 тис. доларів.

## Фінальна частина

### Одиночний розряд
Івонн Гулагонг —  Кріс Еверт, 6–3, 6–4 

### Парний розряд
Розмарі Касалс /  Біллі Джин Кінг —  Франсуаза Дюрр /  Бетті Стов, 6–1, 6–7(2–7), 7–5 